# Бюст Льва Толстого (Ереван)
Бюст Льва Толстого находится в административном районе Арабкир г. Еревана, перед школой №128 им. Льва Толстого. Памятник был установлен в 1982 году. Он включен в список исторических и культурных памятников административного района Еревана Арабкир  .

## Авторы
- Скульптор: Левон Токмаджян
- Архитектор: Ромео Джулхакян